# Josef Finger
Josef Finger (1 de enero de 1841 - 6 de mayo de 1925) fue un físico y matemático austríaco. Dedicado a la docencia a lo largo de su carrera, es considerado uno de los pioneros de la mecánica de medios continuos.

## Semblanza
Joseph Finger, hijo de un panadero, nació en Pilsen, donde asistió a la escuela secundaria. Estudió matemáticas y física en la Universidad Carolina en Praga de 1859 a 1862. En 1865, por motivos económicos, obtuvo la calificación para enseñar matemáticas y física en las escuelas secundarias y se dedicó a la docencia. El 17 de marzo de 1875 se doctoró en la Universidad de Viena, y en 1876 quedó calificado para la asignatura de mecánica analítica. En 1888 fue elegido miembro de la Academia Leopoldina. En 1897 publicó "Sobre el virial interno de un cuerpo elástico". Entre 1888 y 1890 fue decano de la Escuela de Química, y de 1890 a 1891 rector de la Escuela Técnica Superior de Viena. En 1916, recibió un doctorado honoris causa en Ciencias Técnicas. Se le negó la admisión a la Academia de Ciencias, a pesar de los repetidos intentos y el apoyo de Loschmidt y posteriormente de Ernst Mach.
Falleció a los 84 años de edad en 1925, en la localidad austríaca de Sankt Georgen im Attergau.

## Reconocimientos
- En 1965, la calle Fingergasse en Viena-Favoriten (distrito 10) recibió su nombre.[3]